# Lasse Krull
Lasse Krull (født 29. december 1978 i Odense) er en dansk politiker, der siden 2010 har været medlem af regionsrådet i Region Syddanmark. Han er desuden tidligere landsformand for Konservativ Ungdom og tidligere viceborgmester i Svendborg Kommune.
Krull, der er opvokset på Ærø, har læst statskundskab, men er uddannet finansøkonom fra Tietgenskolen i 2008 og læser nu HD i organisation og ledelse ved Syddansk Universitet. Siden 2008 har han arbejdet som erhvervskundechef i Totalbanken.
Hans politiske karriere begyndte i 1993 i Konservativ Ungdom, som han var landsformand for fra 2002 til 2004. I 2001 blev han valgt til Svendborg Byråd og var i perioden frem til 2006 viceborgmester og medlem af økonomi-, social- og kulturudvalget. Han var fra 2003 til 2008 generalsekretær for den internationale sammenslutning af konservative og kristendemokratiske politiske ungdomsorganisationer, Democrat Youth Community of Europe (DEMYC). Han sad også i ledelsen for den globale ungkonservative organisation IYDU i et år som Vice Chairman. I 2009 blev han opstillet som Konservatives formandskandidat til Region Syddanmark og fik knap 12.000 stemmer til regionsrådsvalget. Dette gjorde ham til en af Det Konservative Folkepartis største stemmeslugere ved valget til regionerne.
Lasse Krull er i dag formand for Region Syddanmarks udvalg for Regional Udvikling. 
Lasse Krull blev i september 2012 genvalgt som partiets spidskandidat til regionsvalget i november 2013.
Privat er han bosat i Odense.